# Robert Alban
Robert Alban (Saint-André-d'Huiriat, 9 april 1952) is een voormalig Frans wielrenner. Hij was prof van 1975 tot en met 1985 en reed in zijn carrière uitsluitend voor Franse ploegen. Alban stond erom bekend als een renner die goed bergop kon rijden en deed dat in een hoekige stijl staand op de pedalen. Stond bij het publiek bekend als de man met de dunste benen van het peloton.

## Belangrijkste overwinningen
1976
- GP Plumelec

1981
- GP Plumelec
- 16e etappe Ronde van Frankrijk
- 5e etappe Dauphiné Libéré

## Resultaten in voornaamste wedstrijden
| Jaar | Ronde van Italië | Ronde van Frankrijk | Ronde van Spanje |
| ---- | ---------------- | ------------------- | ---------------- |
| 1976 |                  |                     |                  |
| 1977 |                  |                     |                  |
| 1978 |                  |                     |                  |
| 1979 |                  | 19e                 |                  |
| 1980 |                  | 11e                 |                  |
| 1981 |                  | ↑ (1)               |                  |
| 1982 |                  | 11e                 |                  |
| 1983 |                  | 5e                  |                  |
| 1984 |                  | 38e                 |                  |

| Jaar | Milaan-San Remo | Gent-Wevelgem | Parijs-Roubaix | Luik-Bast.‑Luik | Ronde van Lombardije | Waalse Pijl | Parijs-Tours |  | Wereldranglijsten |
| ---- | --------------- | ------------- | -------------- | --------------- | -------------------- | ----------- | ------------ |  | ----------------- |
| 1976 |                 |               |                |                 |                      |             | 55e          |  |                   |
| 1977 |                 |               |                |                 |                      |             | 27e          |  |                   |
| 1978 | 156e            |               |                |                 | 30e                  |             |              |  |                   |
| 1979 |                 |               |                |                 |                      |             | 31e          |  |                   |
| 1980 |                 |               |                |                 |                      |             |              |  |                   |
| 1981 |                 | 120e          | 56e            |                 |                      |             | 86e          |  | 21e (SPP)         |
| 1982 |                 |               |                |                 |                      |             |              |  |                   |
| 1983 |                 |               |                | 27e             |                      | 18e         |              |  | 19e (SPP)         |
| 1984 |                 |               |                |                 |                      |             |              |  |                   |